# Les Champs-Géraux
Les Champs-Géraux (bretonisch Maez-Geraod) ist eine französische Gemeinde mit 1.053 Einwohnern (Stand 1. Januar 2022) im Département Côtes-d’Armor in der Region Bretagne. Sie gehört zum Arrondissement Dinan und zum Kanton Lanvallay. Die Bewohner nennen sich Campogérosien/Campogérosiennes.

## Geografie
Les Champs-Géraux liegt etwa 41 Kilometer nordwestlich von Rennes ganz im Osten des Départements Côtes-d’Armor.

## Geschichte
Die Gemeinde entstand im Jahr 1934 durch Ausgliederung aus der Gemeinde Évran.

## Bevölkerungsentwicklung
| Jahr                       | 1936 | 1946 | 1954 | 1962 | 1968 | 1975 | 1982 | 1990 | 1999 | 2006 | 2012 |
| Einwohner                  | 1112 | 1032 | 1007 | 1026 | 943  | 934  | 961  | 943  | 960  | 1007 | 1045 |
| Quellen: Cassini und INSEE |      |      |      |      |      |      |      |      |      |      |      |